# Luteci
El luteci és un element químic de nombre atòmic 71, el símbol químic del qual és Lu. Pertany al 6è període de la taula periòdica i és el darrer element de la sèrie dels lantanoides, i amb ells forma part del conjunt de les terres rares. Fou descobert el 1907 de forma independent per G. Urbain, C. Auer von Welsbach i C. James. S'empra com a fosforòfor en equips de raigs X. El radioisòtop luteci 177 s'empra en radioteràpia.

## Història

Descobridors del luteci.
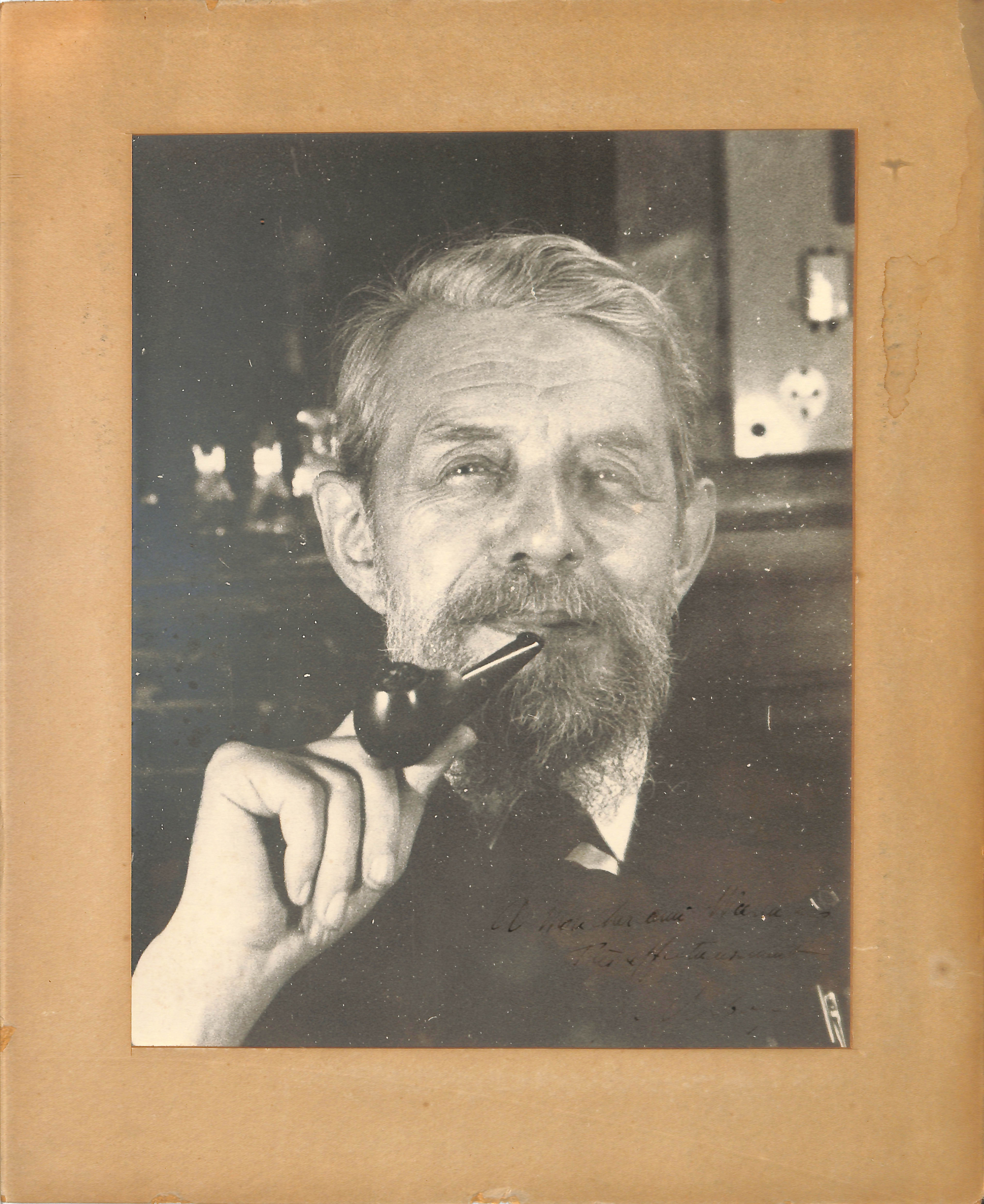
Georges Urbain
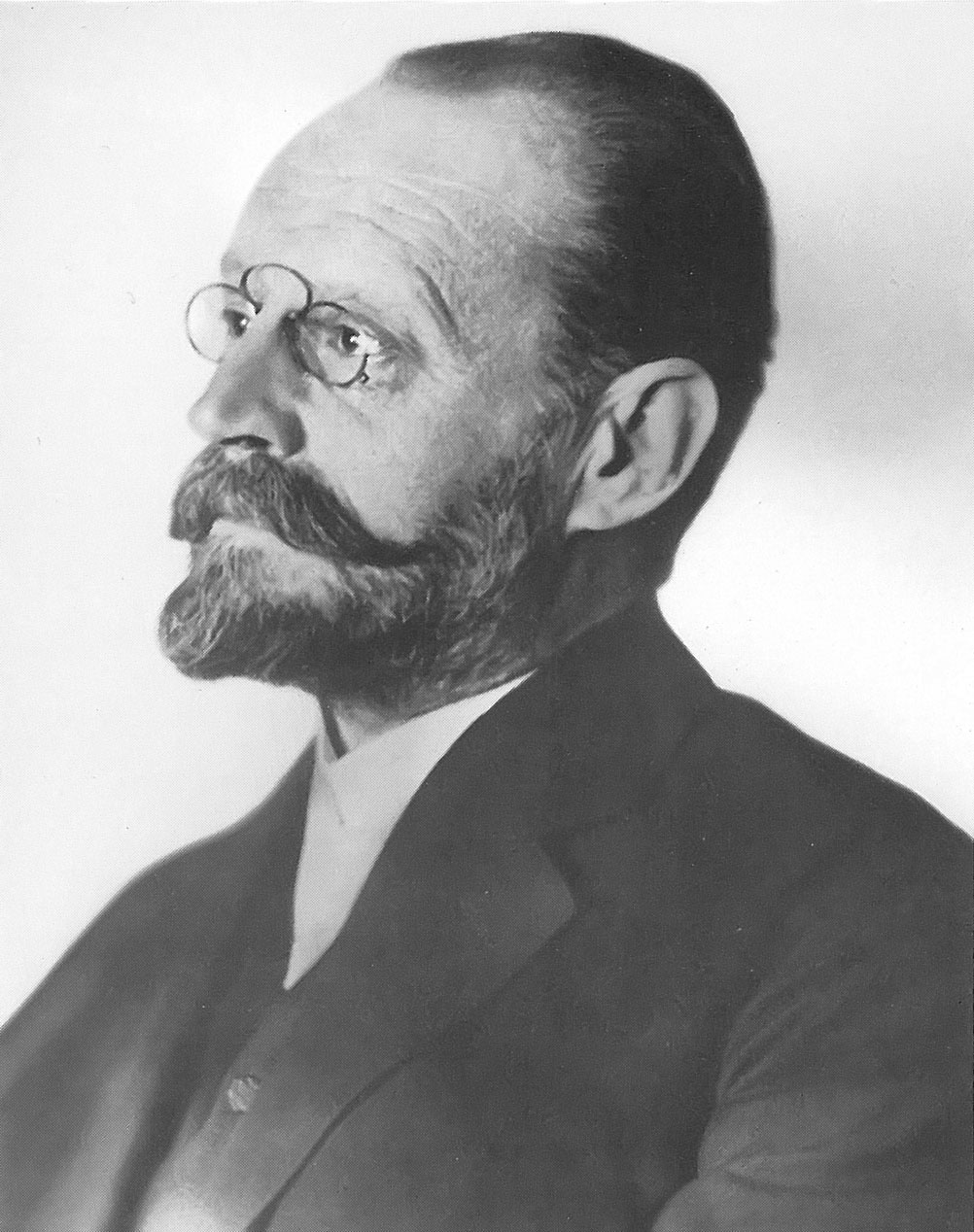
Carl Auer von Welsbach
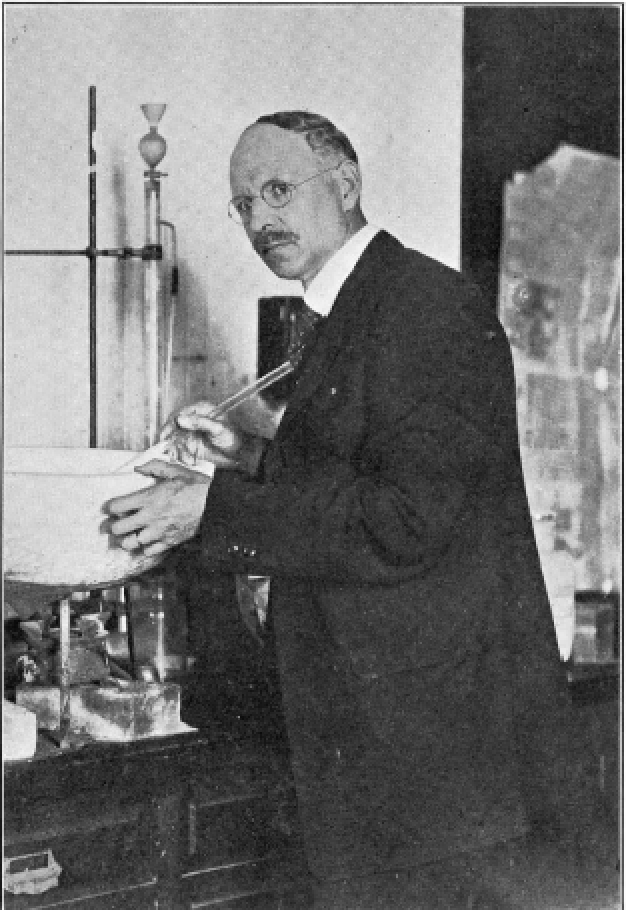
Charles James

L'inici de l'estudi de les anomenades terres rares s'inicià el 1787, quan el militar il·lustrat Carl Axel Arrhenius (1757-1824) trobà en una pedrera d'Ytterby (Suècia) un estrany mineral de color negre que l'anomenà «pedra pesada d'Ytterby» (gadolinita-(Y), ytterbita o yttrita). El químic suís Jean Charles Galissard de Marignac (1817-1894) analitzà una mostra i arribà a la conclusió errònia que es tractava d'un nou metall desconegut amb impureses. Marignac no podia saber que en la seva composició es trobaven deu elements de les terres rares (escandi, itri, gadolini, terbi, disprosi, holmi, erbi, tuli i luteci), perquè els mitjans experimentals de la seva època no estaven prou desenvolupats. Però gràcies a les millores en els mètodes d'anàlisi espectral i en els processos electrolítics que es desenvoluparen a partir del 1860 es detectaren evidències de l'existència de tots ells, encara que hagueren de passar cent vint anys fins que el luteci es pogués identificar com un element nou.
El luteci fou descobert de forma independent el 1907 pel científic francès Georges Urbain (1872-1938), pel mineralogista austríac Carl Auer von Welsbach (1858-1929) i pel químic britànic establert als Estats Units Charles James (1880-1928). Independentment, detectaren el luteci com a impuresa de l'iterbi, que havia sigut considerat pel químic suís Jean-Charles Galissard de Marignac (1817-1894) i la majoria dels seus col·legues, un element químic pur.
La separació del luteci de l'iterbi de Marignac fou descrita per primera vegada per Urbain havent prevalgut el nom que aquest li donà al nou element descobert, del llatí Lutetia (primer nom de París). La prioritat del reconeixement com un nou element generà discussions entre ells, perquè s'acusaven mútuament de plagi. Urbain escollí el nom neoiterbi per anomenar l'element que quedava a l'iterbi després d'haver-li llevat el luteci. Welsbach havia optat per anomenar-los aldebarani a l'iterbi sense el luteci i cassiopei al luteci. El 1949 es decidí conservar el nom d'iterbi i anomenar al nou element luteci.

## Estat natural i obtenció

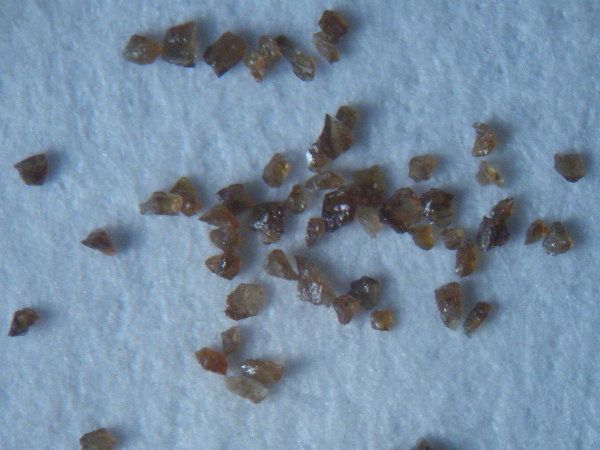
Cristalls de prosxenkoïta-(Y).

El luteci és un element poc abundant a l'escorça terrestre, ocupa la posició 60 per ordre d'abundància dels elements químics, amb una concentració mitjana de 0,5 ppm. Tanmateix, és set vegades més abundant que l'argent. Es troba a la natura amb la majoria de la resta de lantanoides, però mai en solitari de forma nativa, i és el menys abundant de tots els elements presents en la naturalesa. La principal mena de luteci comercialment explotable és la monazita-(Ce) (Ce, La, etc.)PO4 que conté un 0,003% de luteci. Els minerals que en contenen més del 2 % són la prosxenkoïta-(Y) 2,40 %, la gagarinita-(Ce)  2,20 % i la maoniupingita-(Ce) 2,11 %.
No s'aconseguí obtenir el metall pur fins a finals del segle xx, car és extremadament difícil de preparar. El procediment emprat és l'intercanvi iònic (reducció de clorur de luteci o fluorur de luteci anhidre amb metall alcalí o metall alcalinoterri. Anualment a tot el món se n'obtenen al voltant de 10 t en forma d'òxid de luteci.

## Propietats

### Propietats físiques
El luteci és un metall, sòlid a temperatura ambient, amb una densitat de 9,841 g/cm³ a 25 °C, un punt de fusió de 1 663 °C i un punt d'ebullició de 3 402 °C. Té lluïssor metàl·lica, de color blanc argentat. És paramagnètic des de −273 °C fins al seu punt de fusió, amb una susceptibilitat magnètica pràcticament independent de la temperatura des de −269 °C a 27 °C. A temperatures inferiors a 0,022 K (−273,128 °C) esdevé superconductor si la pressió supera els 45 kbars. La seva configuració electrònica és {\displaystyle [Xe]4f^{14}5d^{1}6s^{2}}, on destaca que té tots els orbitals {\displaystyle 4f} completament ocupats. És monomòrfic amb una estructura cristal·lina hexagonal compacte.

### Propietats químiques

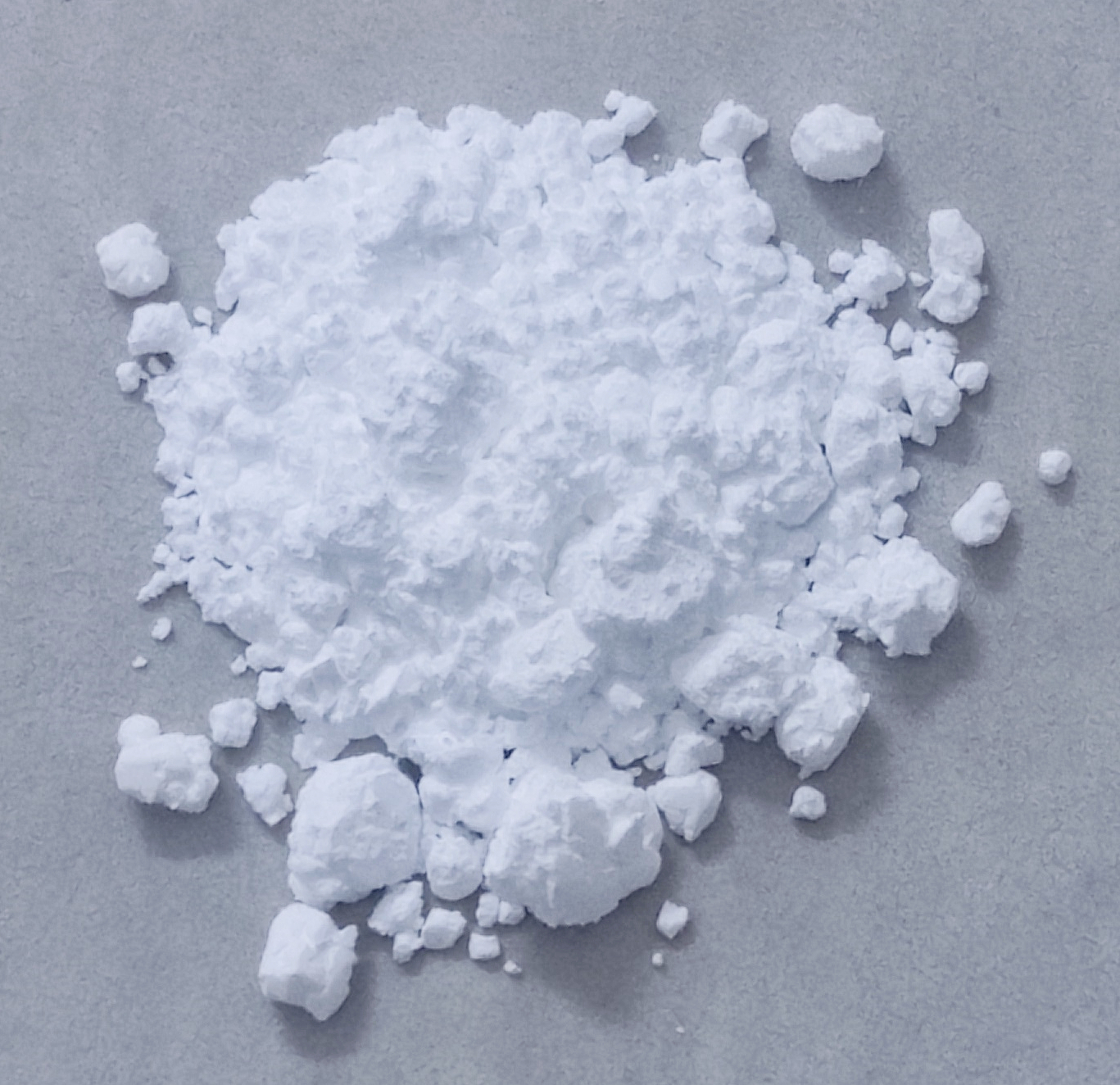
Òxid de luteci(III) Lu2O3.

El luteci presenta estats d'oxidació +2 i +3, essent aquest darrer el més habitual. És força electropositiu (electronegativitat de Pauling 1,27). S'oxida lentament exposat a l'aire i es crema fàcilment per formar l'òxid de luteci(III):
{\displaystyle {\ce {4Lu + 3O2 -> 2Lu2O3}}}Reacciona lentament amb aigua freda i força ràpidament amb aigua calenta per formar hidròxid de luteci(III):
{\displaystyle {\ce {2 Lu(s) + 6 H2O(l) -> 2 Lu(OH)3(aq) + 3 H2(g)}}}
Reacciona amb tots els halògens donant els corresponents halogenurs de luteci(3+):

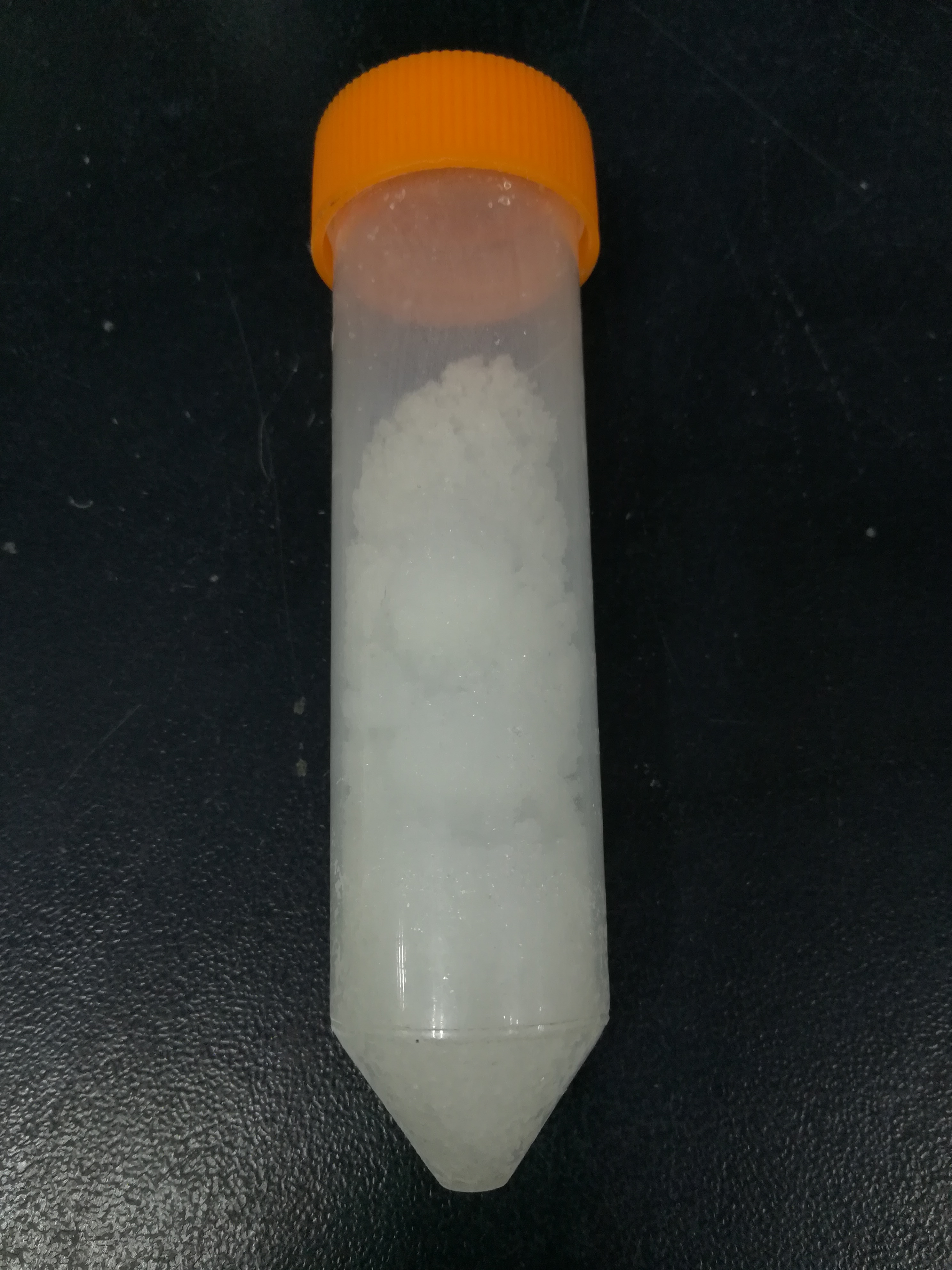
Nitrat de luteci(III) Lu(NO3)3.

{\displaystyle {\ce {2 Lu (s) + 3 F2 (g) -> 2 LuF3 (s) [blanc]}}}{\displaystyle {\ce {2 Lu (s) + 3 Cl2 (g) -> 2 LuCl3 (s) [blanc]}}}{\displaystyle {\ce {2 Lu (s) + 3 Br2 (g) -> 2 LuBr3 (s) [blanc]}}}{\displaystyle {\ce {2 Lu (s) + 3 I2 (g) -> 2 LuI3 (s) [marro]}}}Es dissol fàcilment en àcid sulfúric diluït per formar solucions que contenen els ions luteci(3+), que existeixen com a complexos {\displaystyle {\ce {[Lu(OH2)9]^3+}}}.
Altres composts de luteci(3+) són: el nitrat de luteci(III) {\displaystyle {\ce {Lu(NO3)3}}}, el sulfat de luteci(III) {\displaystyle {\ce {Lu2(SO4)3}}}, el sulfur de luteci(III) {\displaystyle {\ce {Lu2S3}}}, el tetraborur de luteci {\displaystyle {\ce {LuB6}}}, el nitrur de luteci {\displaystyle {\ce {LuN}}} o el tel·lur de luteci {\displaystyle {\ce {Lu2Te3}}}.

## Isòtops
El luteci té un isòtop estable, luteci 175, amb una abundància natural del 97,41 %. L'altre isòtop natural és el luteci 176 (2,59 %), que té un període de semidesintegració de 3,76 × 1010 anys, superior a l'edat de l'univers que és 1,38 × 1010 anys i, per tant, se'l pot considerar pràcticament estable. S'han identificat altres 32 radioisòtops, sent els més estables el luteci 174 amb 3,31 anys de període de semidesintegració i el luteci 173 amb un període de semidesintegració d'1,37 anys. La resta d'isòtops radioactius tenen semivides inferiors a nou dies i la majoria de menys de mitja hora.
El principal mecanisme de desintegració dels isòtops més lleugers que l'estable és la captura electrònica (amb alguns casos de desintegració α) resultant-ne isòtops d'iterbi. Els isòtops més pesants que l'estable es desintegren per mitjà d'emissió beta donant com a resultat isòtops d'hafni. Per exemple:
{\displaystyle {\ce {^184_71Lu -> ^184_72Hf + ^0_{-1}e}}}

## Aplicacions

### Indústria electrònica

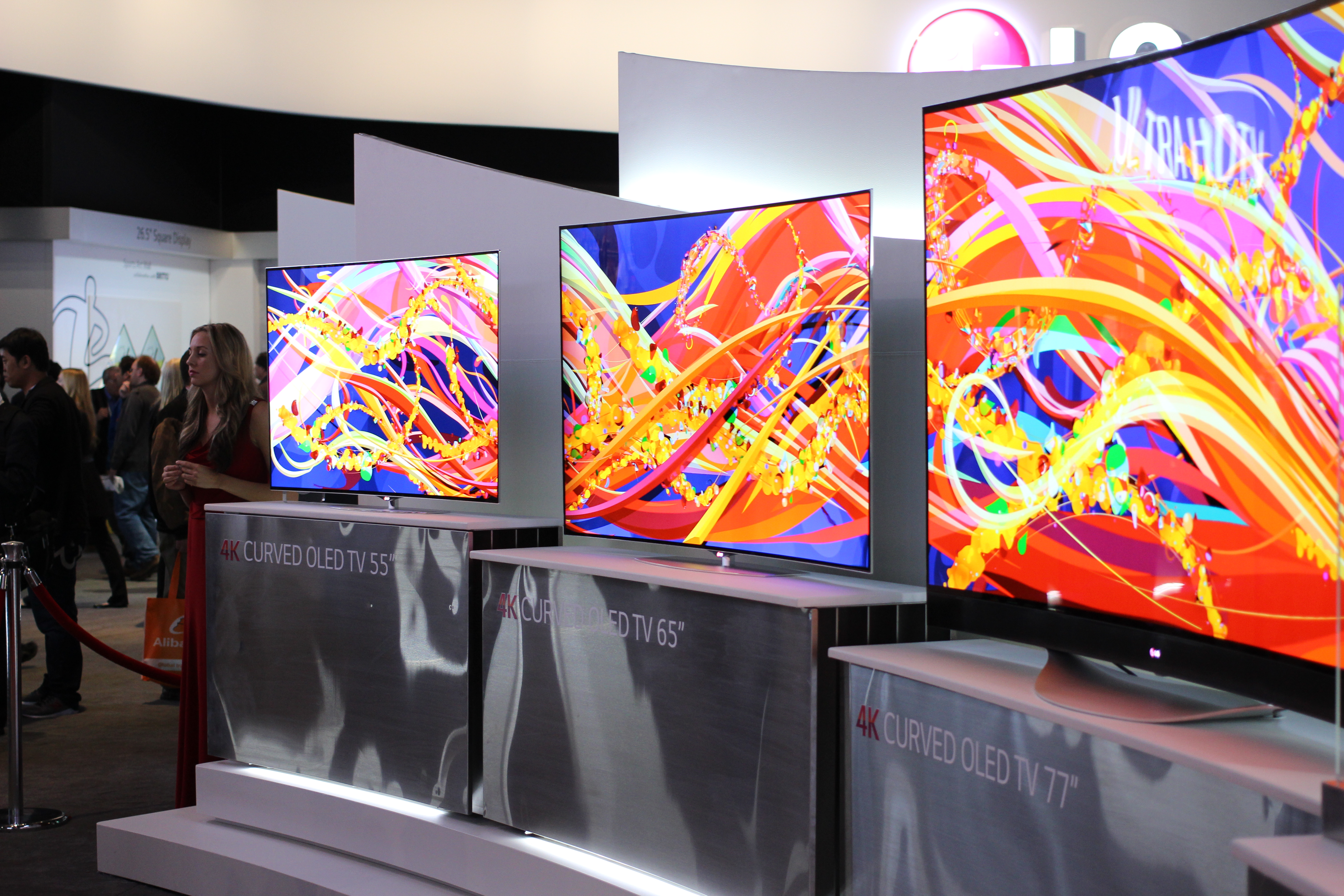
Pantalles OLED corbades.

El luteci s'ha utilitzat com a dopant en el granat de gal·li i gadolini (GGG) per a fabricar els dispositius magnètics de les memòries d'ordinadors anomenades memòries de bombolla. Actualment, es fa servir en l'obtenció de LED orgànics (OLED) (díodes amb una capa de components orgànics que reaccionen i produeixen llum gràcies a una estimulació elèctrica), que ja s'usen en pantalles de telèfons mòbils i tauletes.

### Indústria química
El luteci és fet servir com a catalitzador en la indústria del petroli en el procés de craqueig; en la hidrogenació (afegir una o més molècules d'hidrogen a un compost) i en processos de polimerització (obtenir un polímer mitjançant l'encadenament de monòmers base).

### Medicina

El radiofàrmac edotreotida de luteci 177.

El tantalat de luteci {\displaystyle {\ce {LuTaO4}}}és el material blanc més dens (9,81 g/cm³) que es coneix. S'utilitza com a material fosforescent (fosforòfor) per als equips de raigs X i les làmpades de descàrrega d'alta intensitat. Els ortosilicats {\displaystyle {\ce {Lu4Si3O12}}}, {\displaystyle {\ce {Lu2SiO5}}}, {\displaystyle {\ce {Lu_{2(1-x)}Y_{2x}SiO5}}} són emprats en medicina nuclear en els detectors de tomografia per emissió de positrons (PET), mitjançant el qual s'obté una imatge del cos humà on, en 20 minuts, apareixen diferenciades les zones sanes de les alterades, com a sensor dels fotons emesos pels protons del radioisòtop injectat al pacient. L'isòtop emprat és el luteci 176 que és natural.
El radioisòtop luteci 177 és un emissor beta d'energia mitjana amb una semivida de 6,7 dies i una energia màxima de 0,5 MeV (penetració màxima de teixits tous de 2 mm) que s'empra en radioteràpia administrat mitjançant radiofàrmacs. La desintegració és:
{\displaystyle {\ce {^177_71Lu -> ^177_72Hf + ^0_{-1}e}}}

## Precaucions
Igual que amb la resta de terres rares, se suposa que el metall té una baixa toxicitat, no obstant tant el luteci com, especialment, els seus compostos han de manipular-se amb la màxima precaució. Encara que no exerceix cap rol biològic en el cos humà, es creu que estimula el metabolisme.